# Living with the Living
Albums de Ted Leo and the Pharmacists
Shake the Sheets
(2004) The Brutalist Bricks
(2010)
Living with the Living est le cinquième album du groupe de rock américain Ted Leo and the Pharmacists sorti en 2007 sous le label Touch and Go Records.

## Titres
Toutes les chansons ont été écrites par Ted Leo.
1. Fourth World War – 0:35
2. The Sons of Cain – 3:59
3. Army Bound – 3:11
4. Who Do You Love? – 4:14
5. Colleen – 3:05
6. A Bottle of Buckie – 3:11
7. Bomb.Repeat.Bomb. – 3:18
8. La Costa Brava – 5:56
9. Annunciation Day/Born on Christmas Day – 1:33
10. The Unwanted Things – 4:33
11. The Lost Brigade – 7:28
12. The World Stops Turning – 3:26
13. Some Beginner's Mind – 3:50
14. The Toro and the Toreador – 6:09
15. C.I.A. – 6:33
16. The Vain Parade (iTunes bonus track) – 6:28

## Interprètes
- Ted Leo – Guitare, chants, autres instruments
- Dave Lerner – basse
- Chris Wilson – batterie

## Informations sur l'album
- Label: Touch and Go Records
- Enregistré du 24 septembre 2006 au 5 octobre 2006 à Longview Farms à North Brookfield (Massachusetts) avec l'ingénieur Ian Neill, et du 8 au 14 octobre 2006 aux Blind Spot Studios à Washington, D.C. avec l'ingénieur Brendan Canty.
- Mixage du 15 au 22 octobre 2006 aux Blind Spot Studios à Washington, D.C. par Ted Leo et Brendan Canty.
- Mastering le 28 novembre 2006 aux SAE Studios à Phoenix par Roger Seibel.
- Design par Jodi V.B. et Ida Pearle.
- Photographie par Shawn Brackbill.

## liens externes
- (en) Official website